# 本山荻舟
本山 荻舟（もとやま てきしゅう、1881年3月27日 - 1958年10月19日）は、日本の小説家、随筆家、料理人。

## 概略
岡山県倉敷市生まれ。本名・仲造。天城高等小学校卒。1900年山陽新報に入社し、記者生活を送りながら連載小説を書き、『文庫』などに寄稿。与謝野鉄幹夫妻の知遇を得て『明星』同人となり、地元でも同人誌「星光」「白虹」などを発行する。のち中国民報記者、のち上京して、二六新報、報知新聞、読売新聞などの記者を続ける。1926年には雑誌「大衆文芸」の創立にも参加する。料理にも造詣が深く、記者として料理記事を担当し、東京京橋に「蔦屋」を開店した。

## 著書
- 『鈴子』日吉堂 1912
- 『美人系』磯部甲陽堂 1912
- 『雪女』三芳屋 1912
- 『名人畸人』正続　玄文社 1919
- 『名人畸人 続々』玄文社 1920
- 『田舎源氏 脚本』源氏会 1921
- 『近世数奇伝』正続　金桜堂書店ほか 1921
- 『日蓮』光華堂出版 1922　報知新聞社出版部　1925
- 『美男かづら 維新外史 公武合体篇』報知新聞社出版部 1923
- 『宮本武蔵』春陽堂 読物文芸叢書 1924
- 『一刀流物語』東洋出版社 1926
- 『江戸前新巷談』波屋書房 1926
- 『戦国余情』騒人社書局 1927
- 『現代大衆文学全集 第17巻 (本山荻舟集)』平凡社 1929
- 『惣菜真髄 荻舟家庭料理百講』つたや 1929
- 『義人群像』四条書房 1932
- 『板前随筆』岡倉書房 1935
- 『日本食養道』実業之日本社 1938
- 『読物日本史 藤橘源平の巻』鴨下晁湖絵 霞ケ関書房 1941
- 『武道叢談』学芸社 1942
- 『名剣士名刀匠』天佑書房 1942
- 『家庭歌舞伎読本』天佑書房 1943
- 『日本人日蓮』天佑書房 1943
- 『飲食系図』関書院 1948
- 『舌の虫干し』朝日新聞社 1950
- 『荻舟食談』住吉書店 1953
- 『美味はわが家に 荻舟食談』住吉書店 1953
- 『一刀流と二刀流』同光社 大衆小説名作選 1955
- 『近世剣客伝』鱒書房 歴史新書 1956
- 『随筆的飲食日本史』青蛙房 1956
- 『飲食事典』平凡社 1958　のちライブラリー

### 共著編
- 『日本剣客伝』菊池寛共著 興文社 小学生全集 1927
- 『美味廻国』編 四条書房 1931
- 『小唄入門』杉原残華共著 住吉書店 1954
- 『美味の遍歴』寺下辰夫共著 鋼書房 1959
- 『大衆文学大系 5 (前田曙山,本山荻舟,平山蘆江)』講談社 1971